# Lyman Bradford Smith
Pour les articles homonymes, voir Bradford (homonymie) et Smith.
Lyman Bradford Smith est un botaniste américain, né le 11 septembre 1904 à Winchester (Massachusetts) et mort le 4 mai 1997. Il est considéré, avec Carl Christian Mez (1866-1944), comme le grand spécialiste des Broméliacées.

## Biographie
Il fait ses études à l’université Harvard où il obtient son Bachelor of Arts en 1925 et son Master of Arts en 1929. Il fait cette année-là sa première expédition au Brésil et obtient son doctorat l’année suivante.
De 1931 à 1947, il est conservateur à l’herbier Gray de l'université de Harvard. Il devient alors conservateur associé des phanérogames à l’U.S. National Museum of Natural History, puis conservateur en 1957, botaniste senior en 1966 et botaniste émérite en 1974.
Pour ses recherches botaniques il retourne plusieurs fois au Brésil entre 1948 et 1971. Il étudie également la flore en Argentine (1948, 1968 et 1972), à Cuba (1936) et au Costa Rica (1966). Durant sa carrière il visite les principaux herbiers d'Europe pour étudier les collections botaniques et compléter ses observations. Grand spécialiste des Broméliacées dont il publie une révision complète dans la série des Flora Neotropica entre 1974 et 1979 il a également contribué à l'étude des Bégoniacées et des Velloziacées. Ses publications scientifiques s'élèvent à plus de 300.

## Liste partielle des publications
- 1955 : The Bromeliaceae of Brazil.
- 1957 : The Bromeliaceae of Colombia.
- 1962 : Origins of the flora of southern Brazil et A synopsis of the American Velloziaceae.
- 1974 : Flora Neotropica Vol. 14(1) : Pitcairnioideae (Bromeliaceae).
- 1976 : A revision of American Velloziaceae.
- 1977 : Flora Neotropica Vol. 14(2) : Tillandsioideae (Bromeliaceae).
- 1979 : Flora Neotropica Vol. 14(3) : Bromelioideae (Bromeliaceae).
- 1986 : Begoniaceae.

## Source
- Stephen F. Smith (1997). Lyman Bradford Smith (1904-1997), Taxon, 46 (4) : 819-824.
- Flora Neotropica Vol. 14(1) : Pitcairnioideae (Bromeliaceae), présentation des auteurs.